# Жерминьяк
Жерминья́к (фр. Germignac) — коммуна во Франции, находится в регионе Пуату — Шаранта. Департамент коммуны — Шаранта Приморская. Входит в состав кантона Аршьяк. Округ коммуны — Жонзак.
Код INSEE коммуны — 17175.

## Население
Население коммуны на 2010 год составляло 627 человек.
| 1962 | 1968 | 1975 | 1982 | 1990 | 1999 | 2010 |
| ---- | ---- | ---- | ---- | ---- | ---- | ---- |
| 364  | 342  | 336  | 352  | 539  | 531  | 627  |